# Communauté de communes du Pays Rhénan
Die Communauté de communes du Pays Rhénan ist ein französischer Gemeindeverband mit der Rechtsform einer Communauté de communes im Département Bas-Rhin in der Region Grand Est. Sie wurde am 1. Januar 2014 gegründet und umfasst aktuell 17 Gemeinden. Der Verwaltungssitz befindet sich im Ort Drusenheim.

## Historische Entwicklung
Der Gemeindeverband entstand im Jahr 2014 durch die Fusion der Vorgängerorganisationen
- Communauté de communes de l’Espace Rhénan
- Communauté de communes de Gambsheim-Kilstett
- Communauté de communes Rhin-Moder und
- Communauté de communes de l’Uffried

Mit Wirkung vom 1. Januar 2019 gingen die ehemaligen Gemeinden Rountzenheim und Auenheim in die Commune nouvelle Rountzenheim-Auenheim auf. Dadurch verringerte sich die Anzahl der Mitgliedsgemeinden auf 17.

## Mitgliedsgemeinden
| Gemeinde                              | Einwohner 1. Januar 2022 | Fläche km² | Dichte Einw./km² | Code INSEE | Postleitzahl |
| ------------------------------------- | ------------------------ | ---------- | ---------------- | ---------- | ------------ |
| Dalhunden                             | 1.221                    | 7,45       | 164              | 67082      | 67770        |
| Drusenheim                            | 5.292                    | 15,73      | 336              | 67106      | 67410        |
| Forstfeld                             | 793                      | 4,90       | 162              | 67140      | 67480        |
| Fort-Louis                            | 287                      | 12,31      | 23               | 67142      | 67480        |
| Gambsheim                             | 5.213                    | 17,38      | 300              | 67151      | 67760        |
| Herrlisheim                           | 4.631                    | 14,38      | 322              | 67194      | 67850        |
| Kauffenheim                           | 215                      | 2,24       | 96               | 67231      | 67480        |
| Kilstett                              | 2.491                    | 6,90       | 361              | 67237      | 67840        |
| Leutenheim                            | 830                      | 10,39      | 80               | 67264      | 67480        |
| Neuhaeusel                            | 390                      | 3,05       | 128              | 67319      | 67480        |
| Offendorf                             | 2.493                    | 14,22      | 175              | 67356      | 67850        |
| Rœschwoog                             | 2.272                    | 9,75       | 233              | 67405      | 67480        |
| Roppenheim                            | 1.030                    | 6,88       | 150              | 67409      | 67480        |
| Rountzenheim-Auenheim                 | 1.976                    | 10,91      | 181              | 67418      | 67480        |
| Sessenheim                            | 2.314                    | 9,18       | 252              | 67465      | 67770        |
| Soufflenheim                          | 4.788                    | 13,24      | 362              | 67472      | 67620        |
| Stattmatten                           | 751                      | 3,93       | 191              | 67476      | 67770        |
| Communauté de communes du Pays Rhénan | 37.259                   | 162,84     | 229              | –          | –            |